# انگس جان کمبل
اَنگس جان کمبل (انگلیسی: Angus Campbell) فرد نظامی اهل استرالیا است. وی همچنین برندهٔ جوایزی همچون نشان استرالیا و نشان ملی لیاقت شده‌است.